# يوفون أصفر الطوق
يوفون أصفر الطوق (الاسم العلمي: Chlorophonia flavirostris) (بالإنجليزية: Yellow-collared Chlorophonia)‏ هو نوع من الطيور يتبع جنس اليوفون الأخضر من فصيلة الشراشير الحقيقية.